# Mine de Luscar
 (mars 2025).
La mine de Luscar est une mine à ciel ouvert de charbon située en Alberta au Canada. Elle est détenue par Teck Resources.